# Negroni (Cocktail)

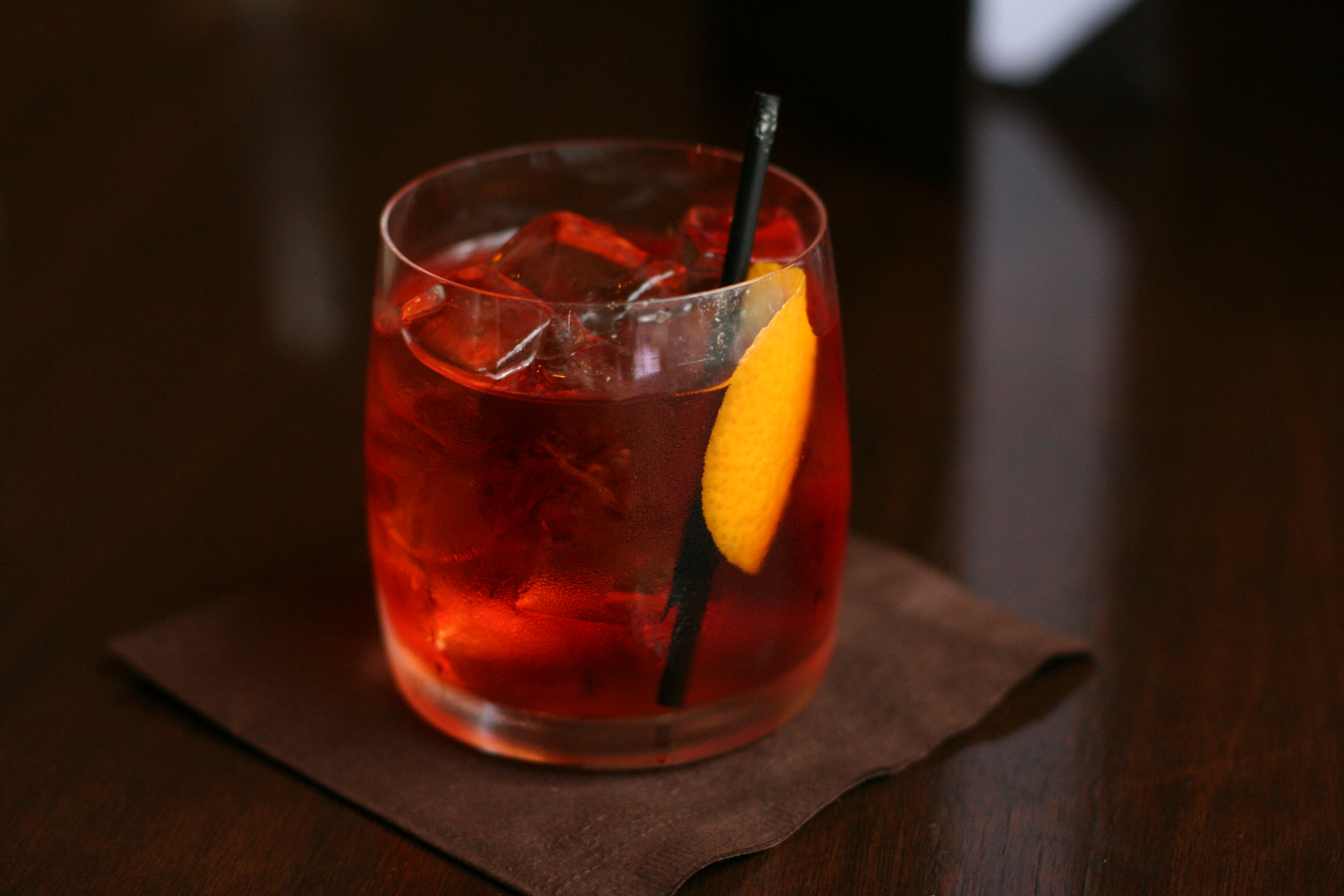
Negroni mit Orangenzeste

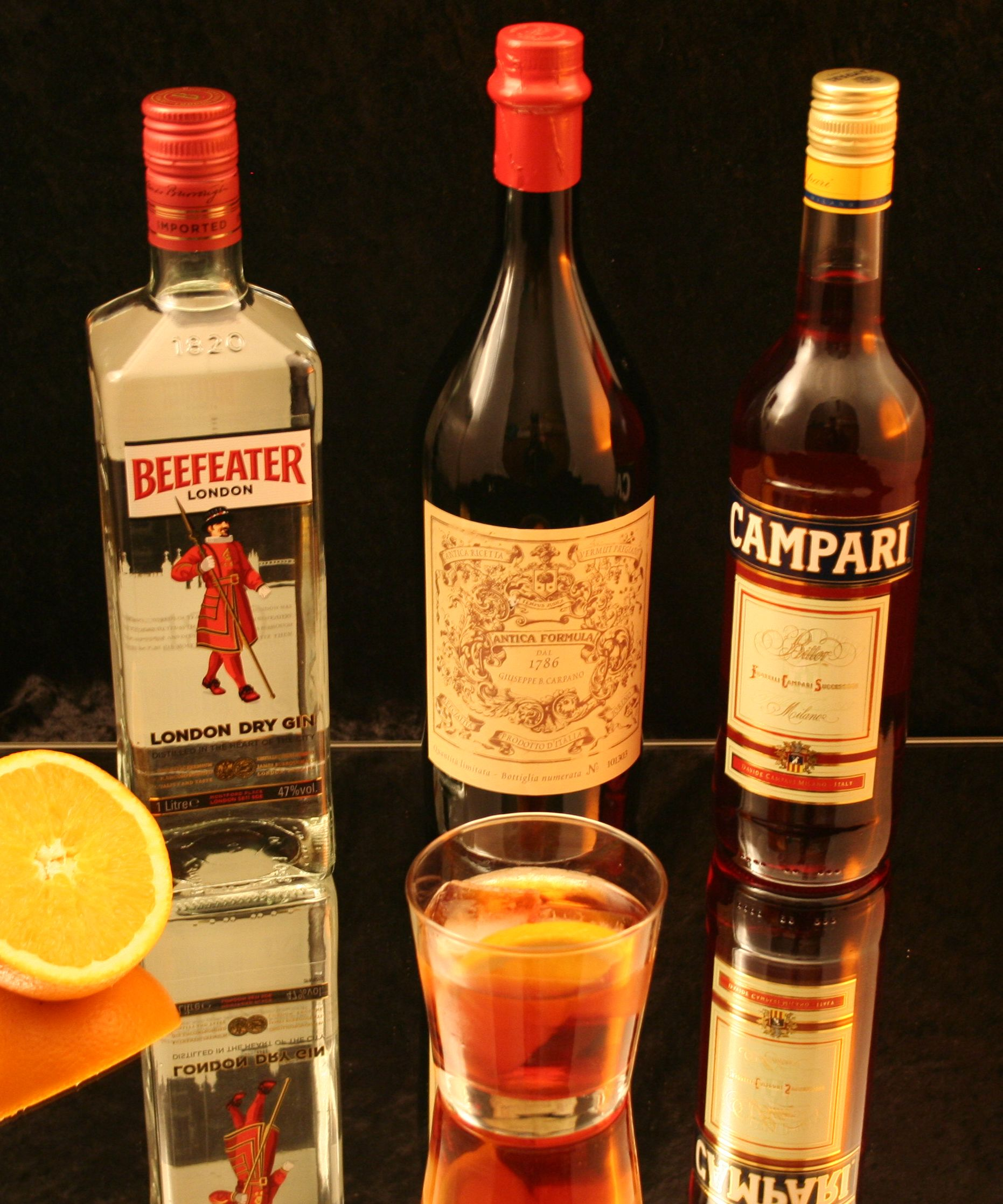
Negroni mit Zutaten: Gin (hier: Beefeater), Wermut (hier: Carpano Antica Formula), Campari.

Der Negroni ist ein klassischer, aus Italien stammender Cocktail mit bitter-süßem Geschmack. Er wird von der International Bartenders Association in der Kategorie Pre-Dinner Cocktail (Aperitif) aufgeführt.

## Zubereitung
Der Negroni wird direkt in einem gekühlten Tumbler (oder Old-fashioned Glass) zubereitet. Man verrührt dabei über einigen Eiswürfeln zu gleichen Teilen (meist 3 cl) Gin, roten (italienischen) Wermut und den Bitter-Aperitif Campari und garniert mit einer halben Orangenscheibe oder einem Stück Schale (Zeste oder Twist).

## Geschichte
Der Negroni wurde in Florenz im Caffè Casoni (heute Caffè Giacosa) in der Via de’ Tornabuoni erfunden. Er ist nach dem Grafen Camillo Negroni aus Fiesole benannt, der beim Barkeeper (Folco Scarselli) zwischen 1919 und 1920 zum ersten Mal einen mit Gin verlängerten Americano bestellte.

## Varianten
- Manchmal wird dem Negroni ein Schuss Sodawasser beigegeben.
- Im Gegensatz zur oben beschriebenen Variante (on the rocks) kann man den Negroni auch in einem gekühlten Martiniglas ohne Eiswürfel servieren (up).[3]

- Negroni sbagliato (falscher Negroni), bei dem der Gin durch trockenen Spumante ersetzt ist. Dieser Cocktail wurde in der Bar Basso in Mailand erfunden[4].
- Negrosky, bei dem der Gin durch Wodka ersetzt ist.
- Beim Boulevardier ersetzt Bourbon Whiskey den Gin.[5]
- Im Lucien Gaudin Cocktail übernehmen trockener französischer Wermut und Triple Sec die Rolle des italienischen Wermuts, zudem ist der Gin-Anteil höher und weniger Campari enthalten.

## Negroni Week
Seit 2013 findet jährlich die Negroni Week („Negroni-Woche“) statt, an der mittlerweile Tausende Bars in aller Welt teilnehmen und ihre jeweils eigene Variante des Cocktails für einen guten Zweck anbieten. Veranstalter sind der Spirituosenkonzern Campari und die Getränkezeitschrift Imbibe.